# Ihor Petraško
Ihor Rostislavovyč Petraško (ukrajinsky Ігор Ростиславович Петрашко; * 6. října 1975 Stryj) je ukrajinský ekonom a politik. V letech 2020–2021 působil jako ministr hospodářského rozvoje, obchodu a zemědělství Ukrajiny ve vládě Denyse Šmyhala.
Absolvoval Polytechnický institut ve Lvově. V roce 2001 získal MBA titul z Vanderbiltské univerzity ve Spojených státech. Působil v různých amerických, ukrajinských a ruských společnostech v oblasti poradenství a investičních služeb.